# Encuvement sur abri pour canon (Gonfreville-l'Orcher)
L'encuvement sur abri pour canon est un bâtiment situé dans la commune française de Gonfreville-l'Orcher dans la Seine-Maritime, en Normandie.

## Historique
L'encuvement, y compris la pièce d'artillerie est inscrit au titre des monuments historiques par arrêté du 21 août 1996.
L'encuvement sur abri de type R 600 pour canon antichar de 50 mm, appartient au mur de l'Atlantique.